# Dearica Hamby
Dearica Marie Hamby (Marietta, 6 de novembro de 1993) é uma jogadora de basquete estadunidense.

## Carreira universitária
Durante seu último ano em Wake Forest, Hamby teve uma média de 20,3 pontos, a maior média de pontuação na Atlantic Coast Conference Women's e 10,7 rebotes, a segunda maior da conferência. Durante sua temporada júnior, ela teve uma das melhores temporadas individuais da história da escola. Em 31 jogos, Hamby liderou a principal conferência do país em pontuação (22,0) e rebotes (11,0). Ela se tornaria a primeira Demon Deacon a liderar a ACC em ambas as categorias na mesma temporada. Hamby terminou como a maior pontuadora e reboteira de todos os tempos de Wake Forest, com 1.801 pontos e 1.021 rebotes.

## Carreira profissional
Selecionada em sexto lugar geral em 2015, Hamby jogou pelo San Antonio Stars, que se tornou o Las Vegas Aces em 2018.
Em 2019, Hamby fez uma média de 11 pontos, 7,6 rebotes, 1,9 assistências e 0,97 roubos de bola por jogo e empatou o recorde da WNBA de mais duplos-duplos por uma reserva saindo do banco com cinco. Hamby foi eleita a Sexta Mulher do Ano da WNBA em 2019, quase por unanimidade (41 de 43 votos). No mesmo dia em que recebeu este prêmio, na segunda rodada, jogo de eliminação simples dos Playoffs da WNBA de 2019 contra o Chicago Sky, com 6,5 segundos restantes e seu time atrás por 92–90, Hamby fez o que o site da WNBA chamou de "o arremesso do ano". Hamby roubou um passe de Courtney Vandersloot destinado a Diamond DeShields, driblou uma vez além do meio da quadra e lançou a cesta da vitória, garantindo a vitória para os Aces.
Hamby assinou uma extensão de contrato de vários anos com as Aces em 29 de junho de 2022. Hamby e as Aces venceram o Campeonato WNBA de 2022.
Em 21 de janeiro de 2023, Hamby foi negociado com o Los Angeles Sparks junto com uma escolha de primeira rodada do draft da WNBA de 2024 em troca dos direitos de Amanda Zahui B. e uma escolha de segunda rodada do draft da WNBA de 2024. Em 13 de junho de 2024, Hamby assinou uma extensão de contrato de um ano com o Sparks.
Hamby jogou pelo USA Basketball pela primeira vez no campo de treinamento da seleção nacional em 2022. Ela jogou na Seleção Feminina dos EUA de Qualificação para a Copa do Mundo de 2022. Em dezembro de 2023, ela jogou pela primeira vez no time 3x3, e eles ganharam a medalha de ouro na AmeriCup. Hamby fez o arremesso de desempate para vencer. Ela foi nomeada MVP do torneio.
Nos Jogos Olímpicos de Verão de 2024, em Paris, conquistou a medalha de bronze no torneio feminino do basquetebol 3x3, após vencer confronto contra a equipe canadense por 16–13 na disputa pelo terceiro lugar, ao lado de Cierra Burdick, Hailey Van Lith e Rhyne Howard.